# Lacrost
Lacrost (prononcé /la.kʁo/) est une commune française située dans le département de Saône-et-Loire, en région Bourgogne-Franche-Comté.
La commune se présente sous la forme d'un bourg de taille modeste. La commune actuelle de Lacrost fut un ancien hameau, rattaché à la commune de Préty jusqu'en 1852 mais s'en détacha la même année et devint une commune indépendante.
Lacrost abrite sur son territoire des carrières qui ont fourni des matériaux permettant la construction de quelques édifices notables à Lyon.

## Géographie

### Situation et description
Lacrost est une commune de Saône-et-Loire, localisée sur une butte calcaire dominant la Saône, en face de la ville de Tournus.

### Géologie
La cité abrite sur son territoire de nombreuses carrières de calcaire, aujourd'hui désaffectées. Ces pierres furent utilisées pour la construction de nombreux bâtiments, notamment pour des églises de la région, le calcaire de Lacrost ayant la particularité de présenter une couleur tournant sur l'ocre, à la différence de sa commune voisine, Préty, qui exploitait un calcaire tirant sur le rose.

### Hydrographie
La Saône, qui arrose 46 communes lors de sa traversée en Saône-et-Loire est le principal affluent du Rhône, sépare le territoire de la commune avec celui de Tournus.

### Climat
Pour des articles plus généraux, voir Climat de la Bourgogne-Franche-Comté et Climat de Saône-et-Loire.
En 2010, le climat de la commune est de type climat océanique dégradé des plaines du Centre et du Nord, selon une étude du Centre national de la recherche scientifique s'appuyant sur une série de données couvrant la période 1971-2000. En 2020, Météo-France publie une typologie des climats de la France métropolitaine dans laquelle la commune est exposée à un climat semi-continental et est dans la région climatique Bourgogne, vallée de la Saône, caractérisée par un bon ensoleillement (1 900 h/an), un été chaud (18,5 °C), un air sec au printemps et en été et des vents faibles.
Pour la période 1971-2000, la température annuelle moyenne est de 11,4 °C, avec une amplitude thermique annuelle de 17,9 °C. Le cumul annuel moyen de précipitations est de 890 mm, avec 10,8 jours de précipitations en janvier et 7,4 jours en juillet. Pour la période 1991-2020, la température moyenne annuelle observée sur la station météorologique de Météo-France la plus proche, « Romenay », sur la commune de Romenay à 12 km à vol d'oiseau, est de 11,8 °C et le cumul annuel moyen de précipitations est de 983,9 mm. 
La température maximale relevée sur cette station est de 40,7 °C, atteinte le 12 août 2003 ; la température minimale est de −19,5 °C, atteinte le 17 janvier 1985,,.
Les paramètres climatiques de la commune ont été estimés pour le milieu du siècle (2041-2070) selon différents scénarios d'émission de gaz à effet de serre à partir des nouvelles projections climatiques de référence DRIAS-2020. Ils sont consultables sur un site dédié publié par Météo-France en novembre 2022.

#### Tableau des températures
Pour la ville de Mâcon, commune proche de l'Abergement-de-Cuisery, les valeurs climatiques de 1981 à 2010 sont les suivantes.
| Mois                              | jan. | fév. | mars | avril | mai | juin | jui. | août | sep. | oct. | nov. | déc. | année |
| --------------------------------- | ---- | ---- | ---- | ----- | --- | ---- | ---- | ---- | ---- | ---- | ---- | ---- | ----- |
| Température minimale moyenne (°C) | 0    | 1    | 3,5  | 6     | 10  | 13,5 | 15,5 | 15   | 11,5 | 8    | 3,5  | 1    | 7,5   |
| Température moyenne (°C)          | 2    | 4,5  | 8    | 11    | 15  | 19   | 21   | 20,5 | 17   | 12   | 7    | 3,5  | 12    |
| Température maximale moyenne (°C) | 5,5  | 8    | 12   | 16    | 20  | 24   | 27   | 26   | 22   | 16,5 | 10   | 6    | 16    |
| Précipitations (mm)               | 59   | 53   | 49   | 75    | 88  | 75,5 | 71   | 72   | 79,5 | 85,5 | 84   | 70   | 861,5 |

### Voies de communications

#### Les voies routières
Le territoire communal est traversé par la route départementale no 975.

##### La route départementale 975 (ex-RN 75)
La route nationale 75, était la dénomination de la grande route qui traversait Lacrost à sa création en 1824. Cette route a toujours été dénommée, « route de Tournus » au niveau du territoire de l'Abergement (secteur dit de la Basse Froidière et Les Sables).
Dans un sens plus large (et historique), cette route commençait à son origine à l'ancien pont sur la Saône et fut longtemps dénommée « Route des Alpes » (nom qu'elle porte d'ailleurs encore, de façon officielle, sur le territoire de Lacrost, première commune traversée par cette route).
Cette voie menait de Chalon-sur-Saône par Tournus à Grenoble, puis au Trièves et fut prolongée à plusieurs reprises après 1824 : jusqu'à Aspres-sur-Buëch de 1824 à 1842, puis à Serres jusqu'en 1950 et enfin jusqu'à Sisteron jusqu'en 2006 avant que cette route nationale soit déclassée dans son intégralité à la suite de la réforme de 2005, et sa gestion est confiée aux départements traversés. Un site internet bien documenté présente l'histoire de cette route mythique
Toutefois, dans le département de Saône-et-Loire, cette route avait déjà été déclassée en 1972, en route départementale 975 (RD 975), lors d'une première réforme.

## Urbanisme

### Typologie
Au 1er janvier 2024, Lacrost est catégorisée commune rurale à habitat dispersé, selon la nouvelle grille communale de densité à sept niveaux définie par l'Insee en 2022.
Elle est située hors unité urbaine. Par ailleurs la commune fait partie de l'aire d'attraction de Tournus, dont elle est une commune de la couronne,. Cette aire, qui regroupe 14 communes, est catégorisée dans les aires de moins de 50 000 habitants,.

### Occupation des sols
L'occupation des sols de la commune, telle qu'elle ressort de la base de données européenne d’occupation biophysique des sols Corine Land Cover (CLC), est marquée par l'importance des territoires agricoles (70 % en 2018), en diminution par rapport à 1990 (72,7 %). La répartition détaillée en 2018 est la suivante : terres arables (54 %), forêts (20,7 %), prairies (14,5 %), zones urbanisées (8,7 %), zones agricoles hétérogènes (1,5 %), eaux continentales (0,6 %). L'évolution de l’occupation des sols de la commune et de ses infrastructures peut être observée sur les différentes représentations cartographiques du territoire : la carte de Cassini (XVIIIe siècle), la carte d'état-major (1820-1866) et les cartes ou photos aériennes de l'IGN pour la période actuelle (1950 à aujourd'hui).

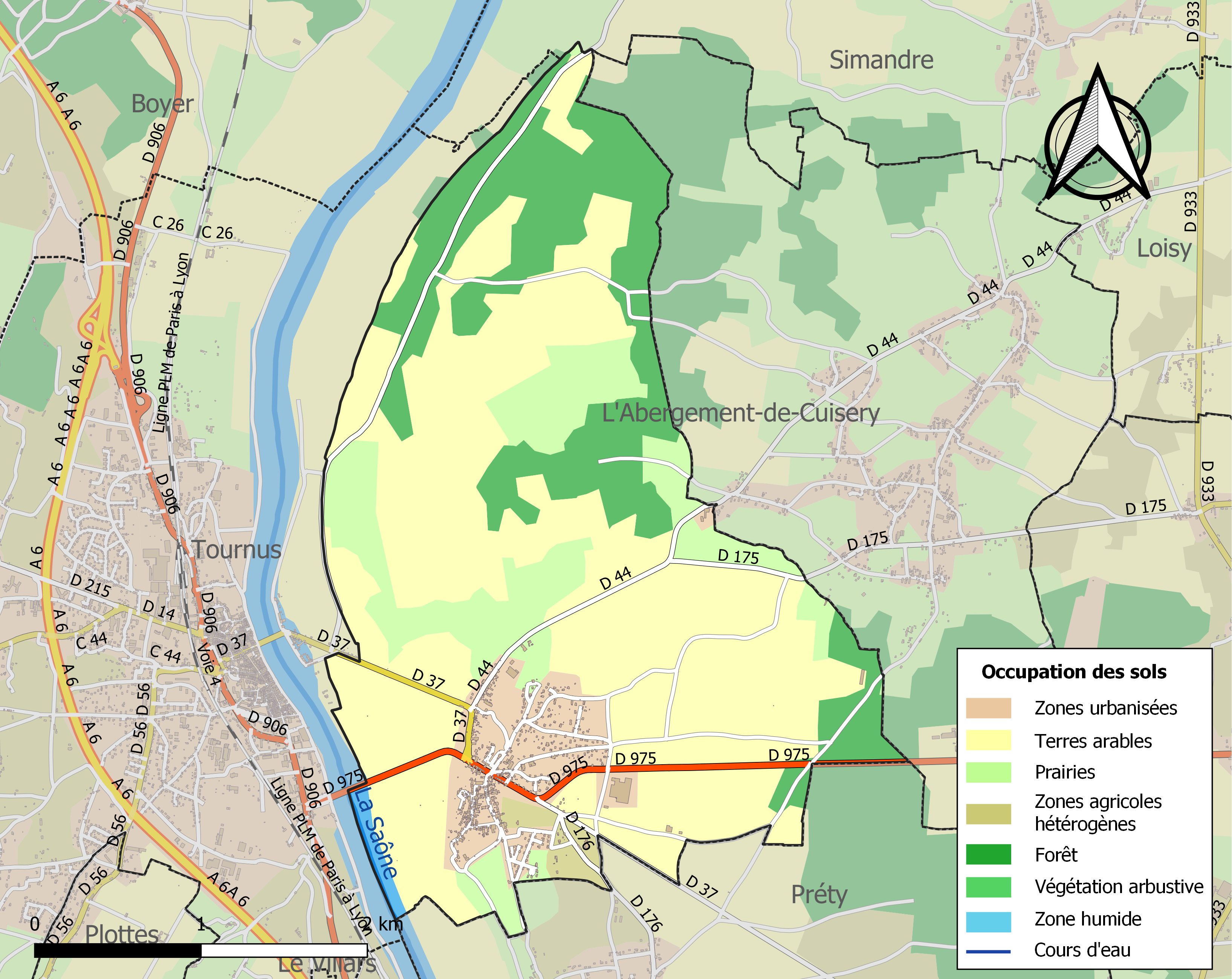
Carte des infrastructures et de l'occupation des sols de la commune en 2018 (CLC).

### Plan local d'urbanisme
L'urbanisme sur le territoire de Lacrost est régi par un plan local d'urbanisme intercommunal (PLUi), document d’urbanisme dont le territoire d’effet n'est plus la commune mais l’intercommunalité du Mâconnais-Tournugeois, soit vingt-quatre communes membres.
Ce document stratégique traduit les principes d’aménagement du territoire et constitue un outil réglementaire fixant les règles de construction et d’occupation des sols applicables sur le territoire, d'où son contenu : un rapport de présentation retraçant le diagnostic du territoire, un projet d’aménagement et de développement durable (PADD) exposant la stratégie intercommunale, des orientations d’aménagement et de programmation (OAP) définissant les conditions d’aménagements de certains quartiers/ilots (cas particuliers), un règlement fixant les règles d’utilisation et de droit des sols ainsi que des annexes (plan de zonage, liste des servitudes, etc.).
Le PLUi du Mâconnais-Tournugeois, fruit d'un processus lancé par la communauté de communes en 2016, a été définitivement adopté par le conseil communautaire le 21 décembre 2023. Il est entré en vigueur le 12 mars 2024.

## Toponymie
Le nom de la cité proviendrait du terme de « crête » (colline de roche calcaire) en raison de la hauteur sur laquelle elle est construite dominant la Saône.

## Histoire

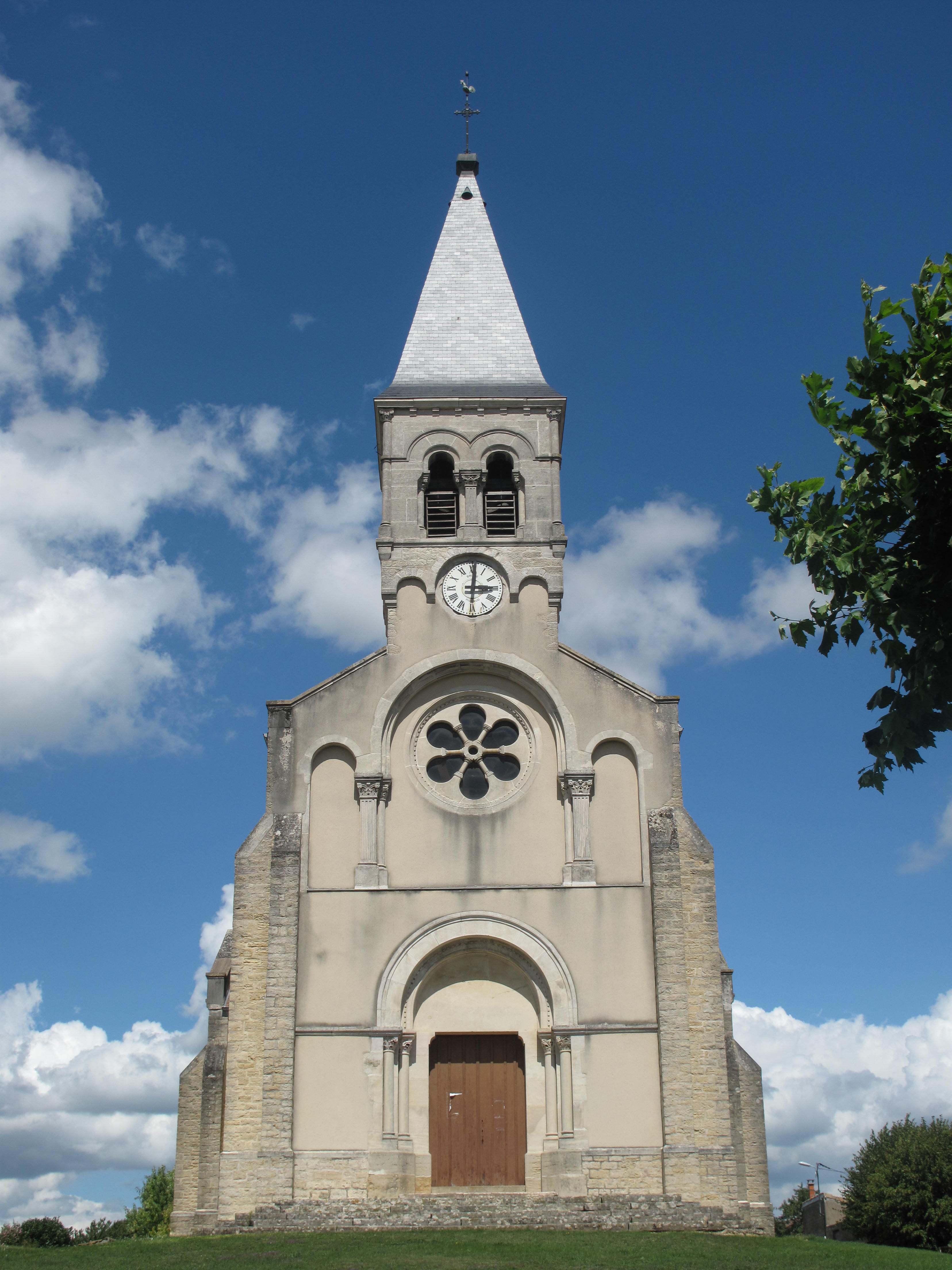
Église de Lacrost.

### Préhistoire
Des silex taillés de l'époque néolithique et une pointe de flèche datant de la fin de l'âge de la pierre polie vers 2500 av. J.-C. ont été découverts sur le territoire communal attestant d'une occupation humaine à cette époque

### Antiquité
Durant l'époque romaine, le territoire de la commune qui dépendait alors de la villa Pistoriaca, située à Préty, abritait quelques habitations.

### Moyen Âge
Au XIIe siècle, l'abbé de l'abbaye Saint-Philibert de Tournus autorise l'ermite dénommé Claude Volage à faire bâtir une chapelle qui sera dénommée Notre-Dame-de-Grâce.

### Époque contemporaine
Par une loi du 9 juillet 1852, la commune est créée à partir de la partie nord du territoire de Préty.

## Politique et administration

### Tendances politiques et résultats

#### Élections présidentielles
Le village de Lacrost place en tête, à l'issue du premier tour de l'élection présidentielle française de 2017, Emmanuel Macron avec 26,02 % des suffrages. Ainsi que lors du second tour, avec 64,55 %.

#### Élections législatives
Le village de Lacrost fait partie de la quatrième circonscription de Saône-et-Loire et place lors du 1er tour des élections législatives françaises de 2017 Catherine Gabrelle (LAREM) avec 36,21 % des suffrages. Mais lors du second tour, il s'agit de Cécile Untermaier (PS) et Catherine Gabrelle (LAREM) qui arrivent à égalité avec 50 % des suffrages.
Lors du 1er tour des élections législatives françaises de 2022, Cécile Untermaier (PS), députée sortante, arrive en tête avec 39,67 % des suffrages comme lors du second tour, avec cette fois-ci, 63,24 % des suffrages.

#### Élections régionales
Le village de Lacrost place la liste « Notre région par cœur », menée par Marie-Guite Dufay, présidente sortante (PS), en tête dès le 1er tour des élections régionales de 2021 en Bourgogne-Franche-Comté, avec 32,22 % des suffrages.
Lors du second tour, les habitants décident de placer de nouveau la liste de « Notre région par cœur » en tête, avec cette fois-ci, près de 53,89 % des suffrages. Devant les autres listes menées par Gilles Platret (LR) en seconde position avec 20,96 %, Julien Odoul (RN), troisième avec 17,96 % et en dernière position celle de Denis Thuriot (LaREM) avec 7,19 %. Il est important de souligner une abstention record lors de ces élections qui n'ont pas épargné le village de Lacrost avec lors du premier tour 67,54 % d'abstention et au second, 69,81 %.

#### Élections départementales
Le village de Lacrost fait partie du canton de Tournus. Les électeurs de la ville placent le binôme de Jean-Claude Becousse (DVD) et Colette Beltjens (DVD), en tête, dès le 1er tour des élections départementales de 2021 en Saône-et-Loire avec 51,70 % des suffrages.
Lors du second tour de ces mêmes élections, les habitants décideront de placer de nouveau le binôme Becousse-Beltjens en tête, avec cette fois-ci, près de 56,60 % des suffrages. Devant l'autre binôme menée par Delphine Dugué (DVG) et Mickaël Maniez (DVG) qui obtient 43,40 %. Il est important de souligner une abstention record lors de ces élections qui n'ont pas épargné le village de Lacrost avec lors du premier tour 67,54 % d'abstention et au second, 69,81 %.

### Liste des maires de Lacrost
| Période                                  | Période  | Identité         | Étiquette | Qualité |
| ---------------------------------------- | -------- | ---------------- | --------- | ------- |
| mars 1989                                | 1995     | René Bourgeois   | Aucun     | -       |
| mars 1995                                | 2003     | Maurice Lemberet | Aucun     | -       |
| 2003                                     | en cours | Gérard Thielland | Aucun     | -       |
| Les données manquantes sont à compléter. |          |                  |           |         |

## Population et société

### Démographie
L'évolution du nombre d'habitants est connue à travers les recensements de la population effectués dans la commune depuis 1856. Pour les communes de moins de 10 000 habitants, une enquête de recensement portant sur toute la population est réalisée tous les cinq ans, les populations de référence des années intermédiaires étant quant à elles estimées par interpolation ou extrapolation. Pour la commune, le premier recensement exhaustif entrant dans le cadre du nouveau dispositif a été réalisé en 2005.

En 2022, la commune comptait 695 habitants, en évolution de −4,27 % par rapport à 2016 (Saône-et-Loire : −1,06 %, France hors Mayotte : +2,11 %).
| 1856 | 1861 | 1866 | 1872 | 1876 | 1881 | 1886 | 1891 | 1896 |
| ---- | ---- | ---- | ---- | ---- | ---- | ---- | ---- | ---- |
| 707  | 658  | 718  | 666  | 652  | 657  | 628  | 625  | 569  |

| 1901 | 1906 | 1911 | 1921 | 1926 | 1931 | 1936 | 1946 | 1954 |
| ---- | ---- | ---- | ---- | ---- | ---- | ---- | ---- | ---- |
| 545  | 520  | 509  | 438  | 478  | 503  | 501  | 528  | 530  |

| 1962 | 1968 | 1975 | 1982 | 1990 | 1999 | 2005 | 2006 | 2010 |
| ---- | ---- | ---- | ---- | ---- | ---- | ---- | ---- | ---- |
| 584  | 555  | 594  | 593  | 594  | 598  | 578  | 570  | 692  |

| 2015 | 2020 | 2022 | - | - | - | - | - | - |
| ---- | ---- | ---- | - | - | - | - | - | - |
| 723  | 701  | 695  | - | - | - | - | - | - |

### Enseignement
La commune est rattachée à l'académie de Dijon.

### Médias
Le Journal de Saône-et-Loire est un quotidien régional français diffusé en Saône-et-Loire, dont le siège se trouve à Chalon-sur-Saône. Les abonnés et les acheteurs réguliers de ce journal demeurant dans le territoire de L'Abergement-de-Cuisery et de ses communes voisines, reçoivent l'édition de Louhans dénommée, JSL-La Bresse.

### Cultes
Lacrost fait partie de la paroisse Saint Philibert en Tournugeois dont le curé est le père Bernard Binon.

## Culture locale et patrimoine

### Lieux et monuments

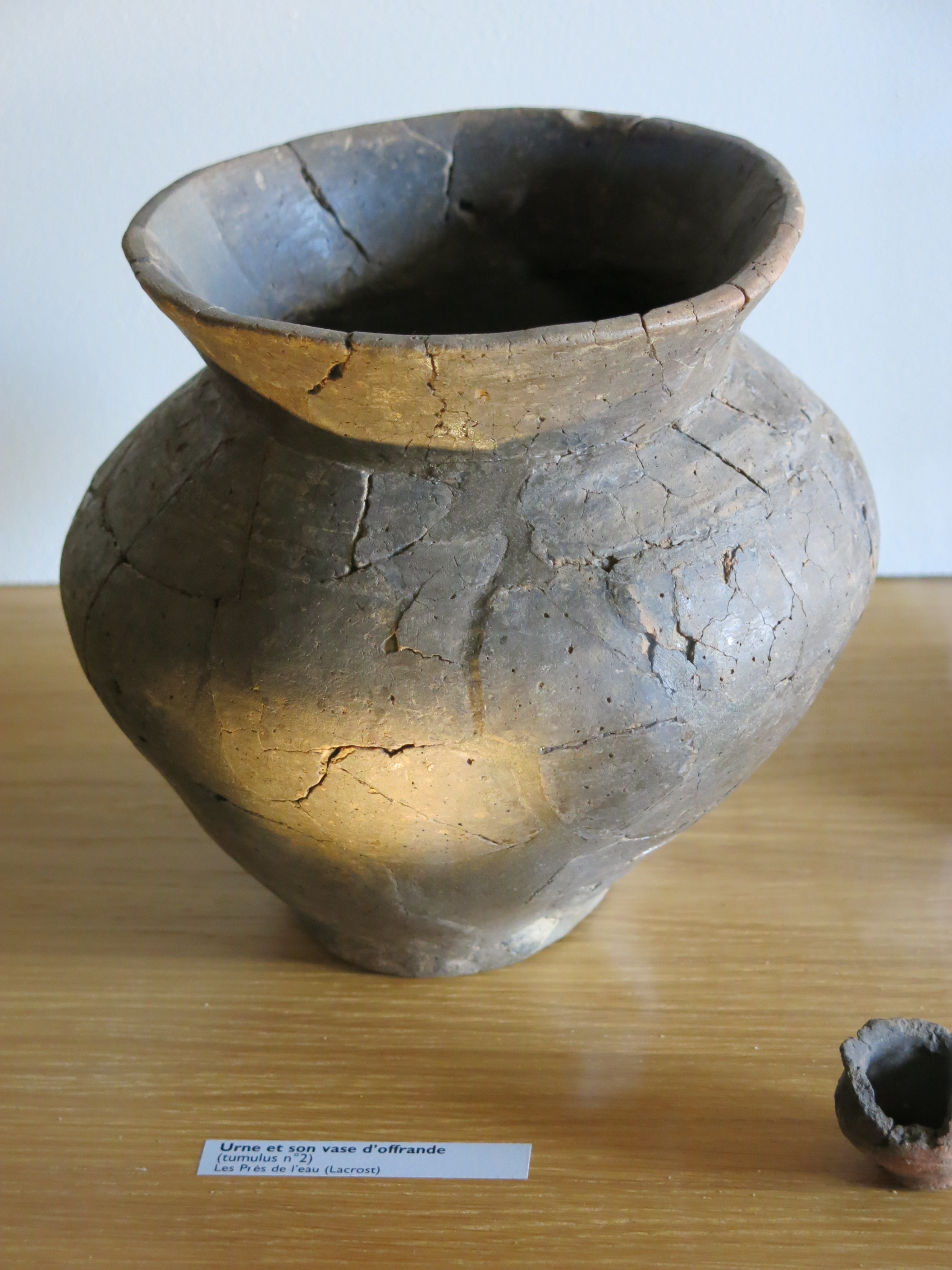
Une urne trouvée dans un tumulus et exposée au musée Greuze de Tournus.

#### Nécropole des Près-de-l'Eau
La nécropole des Près-de-l'Eau située sur le lieu-dit du même nom est constituée par une quarantaine de tumuli de dimensions très variables et allant jusqu'à 1,8 mètre de haut et 45 mètres de diamètre.
Sur le site, ont été trouvés des silex taillés de l'époque néolithique et une pointe de flèche datant de la fin de l'Âge de la Pierre Polie vers 2500 av. J.-C. Cela prouve une longue fréquentation des lieux. Ont également été retrouvés des tessons de poteries et objets métalliques de l'époque gauloise bien ultérieure à celle de l'élaboration des tumuli.
Des restes gallo-romains montrent la construction de maisons aux Ier et IIe siècles. Parfois au-dessus des tumulus pour être un peu à l'abri de l'humidité.

#### Monuments divers
La Croix Goly, sur la route des Alpes, est une croix autour de laquelle se tenaient sous l'ancien régime les assemblées communales de Lacrost. Elle a été démolie sous la Révolution en 1793 puis restaurée en 1804 par les familles Sordet, Génebaud et Mardy.
Sur la route des Alpes se trouve aussi l'arche Enjorrand qui porte la date de 1599. La famille Enjorrand a habité Lacrost du XVIe au XIXe siècle.
Le lavoir de Lacrost, dit lavoir de Marandin, est situé au sud du village, en contrebas du chemin de Préty. Il a été restauré par les bénévoles de l'association Lacrost Patrimoine.

#### Fontaine à chagrin

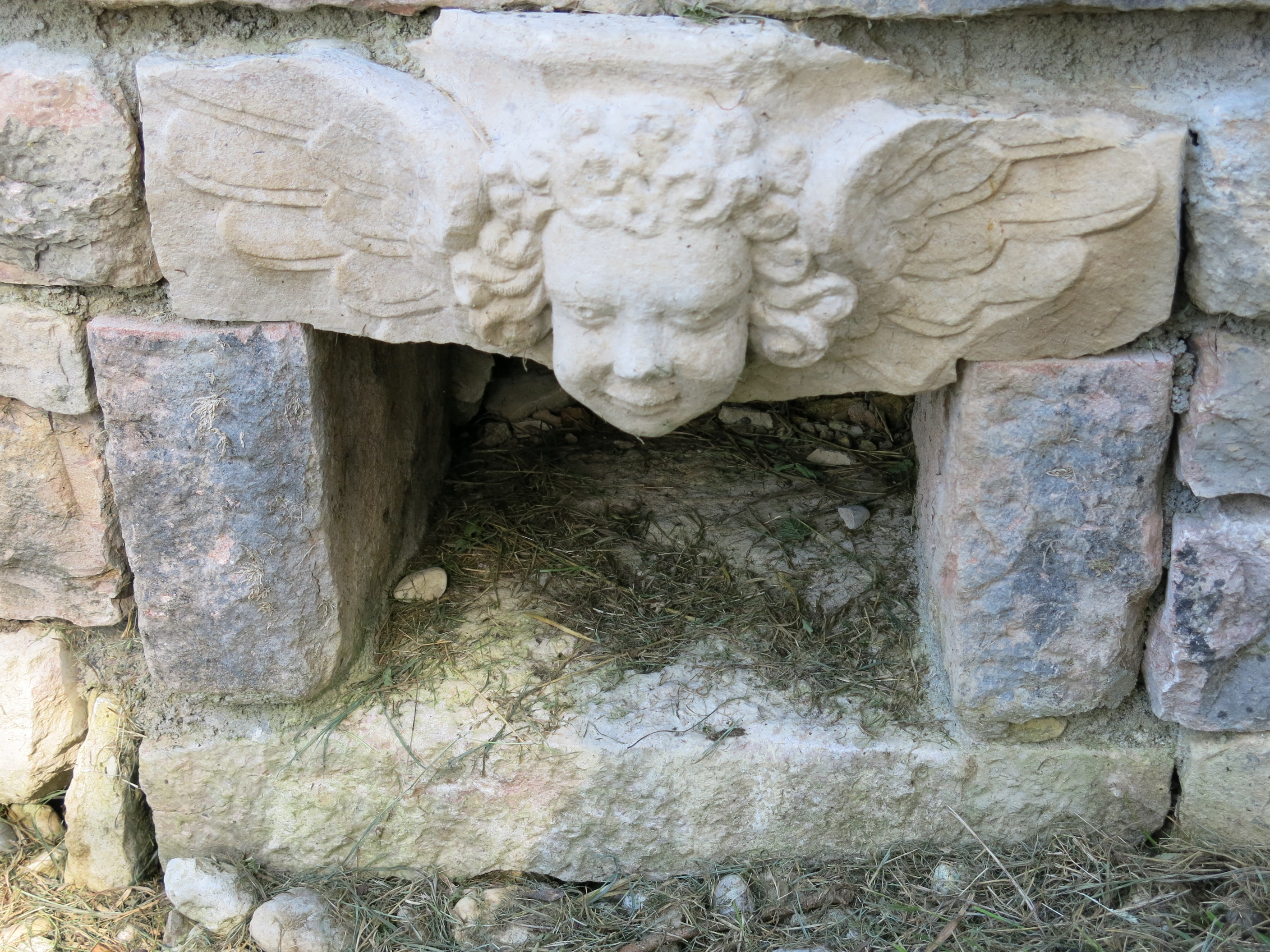
La fontaine à chagrin.

Sur la route de Lacrost à Préty se trouve la Fontaine à chagrin.
Selon une légende locale, une vouivre vivant à Lacrost venait boire à l'eau de la fontaine. Comme toutes les vouivres, c'était un serpent ailé en forme de dragon portant une pierre précieuse sur le front appelé escarboucle. Une nuit un habitant la tua et enferma le cadavre dans un cuvier rempli de clous. Depuis, l'eau de la fontaine rend malade.
Selon d'autres sources, la vouivre se serait fait voler son escarboucle, alors qu’elle l'avait déposée pour boire. Aveuglée, elle en périt.
Il y a deux hypothèses pour le nom de la fontaine : la tristesse de l'histoire ou le nom du tueur de la vouivre.
La vouivre hante beaucoup d'endroits vers la Saône. C'est à Lacrost qu'elle a laissé le souvenir le plus circonstancié.

#### Terrasse de la teppe de l'Haye
Ce site d’intérêt paysager régional, protégé depuis une décision du 16 février 1942, est situé au rebord de la falaise sur laquelle est construit le village de Lacrost et offre un beau panorama sur la vallée de la Saône. Il s’agit plus précisément d’anciennes carrières recolonisées par une végétation spontanée de pelouses calcaires évoluant vers un boisement.

#### Terrasse de la teppe de Marailly
Ce site d’intérêt paysager régional, protégé depuis une décision du 16 février 1942, est situé derrière l’église, au-dessus d’anciennes carrières. Il est constitué d’une vaste pelouse naturelle offrant une vue intéressante sur la vallée de la Saône qu’il domine et la ville de Tournus.

### Personnalités liées à la commune
- Gabriel Jeanton, historien et archéologue mâconnais né le 15 mai 1881 à Lacrost.

## Pour approfondir